# Hecatombe

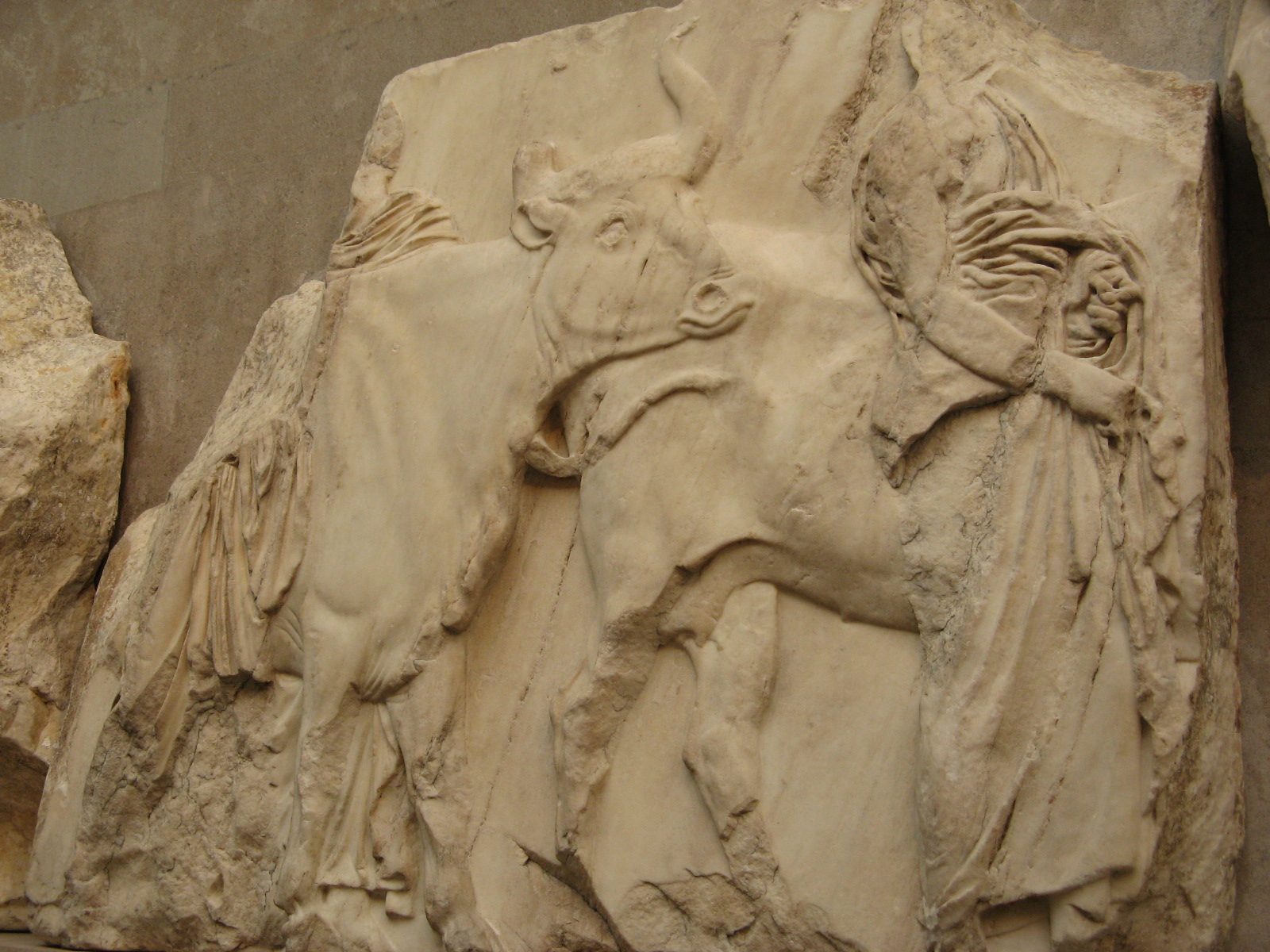
Friso do Partenon que representa uma procissão de bois ao sacrifício; ca. 447–433 a.C..

Hecatombe (do grego antigo ἑκατόμβη, composto de ἑκατόν "cem" e βοῦς "boi") era o  sacrifício de cem reses aos deuses na Grécia Antiga. Apesar do nome referir-se a reses bovinas, hecatombes de outros animais também eram oferecidas aos deuses gregos Apolo, Atena e Hera durante cerimônias religiosas.
Etimologicamente, tem o significado de "sacrifício de cem bois" como o oferecido a Cónon depois da vitoriosa batalha de Cnido (em 394 a.C.). 
De acordo com Estrabão, os lusitanos ofereciam hecatombes ao modo grego; nas palavras de Píndaro, ofereciam uma centena de cada tipo.
Por extensão de sentido, modernamente o termo é aplicado a grandes catástrofes, com muitas vítimas, como genocídios ou eventos naturais como furacões, enchentes, terremotos etc. 